# Darkest Day
Darkest Day è l'ottavo album in studio del gruppo musicale death metal statunitense Obituary, pubblicato nel 2009.

## Tracce
Testi di Donald Tardy e John Tardy, musiche di Trevor Peres.
1. List of Dead – 3:34
2. Blood to Give – 3:35
3. Lost Inside – 3:55
4. Outside My Head – 3:52
5. Payback – 4:29
6. Your Darkest Day – 5:07
7. This Life – 3:45
8. See Me Now – 3:23
9. Fields of Pain – 3:19
10. Violent Dreams – 1:58
11. Truth Be Told – 4:49
12. Forces Realign – 4:39
13. Left to Die – 6:20

## Formazione
- John Tardy - voce
- Ralph Santolla - chitarra
- Trevor Peres - chitarra
- Frank Watkins - basso
- Donald Tardy - batteria